# گمینا دوبره (استان کویافسکو-پومورسکی)
گمینا دوبره (استان کویافسکو-پومورسکی) (به لهستانی:  Gmina Dobre) یک گمینا در لهستان است که در شهرستان راجیوف واقع شده‌است. گمینا دوبره ۷۰٫۷۷ کیلومتر مربع مساحت و ۵٬۵۰۵ نفر جمعیت دارد.